# Burmai bülbül
A burmai bülbül (Iole virescens) a verébalakúak (Passeriformes) rendjébe, ezen belül a bülbülfélék (Pycnonotidae) családjába és a Iole nembe tartozó faj. 19 centiméter hosszú. Banglades, India, Mianmar és Thaiföld szubtrópusi és trópusi nedves erdőiben él. Elsősorban gyümölcsökkel táplálkozik, de rovarokat is fogyaszt. Februártól szeptemberig költ.

## Alfajok
- I. v. cacharensis (Deignan, 1948) – északkelet-India, délkelet-Banglades;
- I. v. myitkyinensis (Deignan, 1948) – nyugat- és kelet-Mianmar;
- I. v. virescens (Blyth, 1845) – délnyugat- és dél-Mianmar, délnyugat-Thaiföld.

## Fordítás
- Ez a szócikk részben vagy egészben  az   Olive bulbul című angol Wikipédia-szócikk fordításán alapul.  Az eredeti cikk szerkesztőit annak laptörténete sorolja fel. Ez a jelzés csupán a megfogalmazás eredetét és a szerzői jogokat jelzi, nem szolgál a cikkben szereplő információk forrásmegjelöléseként.